# Apogonia haryanavi
Apogonia haryanavi är en skalbaggsart som beskrevs av Mittal 1988. Apogonia haryanavi ingår i släktet Apogonia och familjen Melolonthidae. Inga underarter finns listade i Catalogue of Life.